# Народная монархия (Солоневич)
Народная монархия — доктринальный труд И. Л. Солоневича, содержащий его взгляд на историю России, анализ современной геополитической ситуации в мире и изложение идеологии «Народно-монархического движения».

## История написания
В середине 1930-х годов, находясь в эмиграции в Болгарии, Иван Лукьянович Солоневич начал разрабатывать тезисы «Штабс-капитанского движения» (неформального объединения единомышленников Солоневича, образовавшегося на основе кружков подписчиков газеты «Голос России»). «Политические тезисы Российского народно-имперского (штабс-капитанского) движения» были опубликованы сотрудником Солоневича В. Левашовым в Софии в 1940 году. Работа над тезисами впоследствии привела к появлению труда «Идея Белой империи», впоследствии ставшего известным под названием «Белая империя». Две главы этой работы — «Дух народа» и «Монархия», были опубликованы в «Нашей газете» до января 1940 года. В 1941 году «Дальневосточной группой Российского народно-имперского (штабс-капитанского) движения» в Шанхае был выпущен сборник под названием «Белая империя», включающий в себя две опубликованные ранее главы труда Солоневича и статью «Критика д-ра Позова и ответ Ив. Солоневича». Также в 1941 году в Циндао были переизданы «Тезисы».
После переезда в Германию Солоневич продолжил работу над главным трудом своей жизни. В своей работе он использовал материалы из своей библиотеки, а также регулярно посещал Берлинскую государственную библиотеку. Постоянные переезды, арест, ссылка под наблюдение Гестапо затрудняли работу над книгой, многие необходимые материалы (такие, как сочинения славянофилов или К. Маркса) было невозможно достать. Работа продолжалась и после войны, в оккупационной зоне и, впоследствии, в Аргентине и в Уругвае. По словам самого автора, «Народная монархия» (это название появилось к концу 1950 года, по инициативе В. К. Левашова-Дубровского) переписывалась четыре раза.
Первая часть книги начала печататься в газете «Наша страна» в 1951 году. В течение двух лет вышли отдельными выпусками первые три части книги, и половина четвёртой части напечатана в газете. Пятая часть вышла в 1954 году, уже после смерти автора. В 1955 году началось второе издание книги в четырёх частях, продолжающееся до 1958 года. Далее книга издавалась в 1970-х годах, издательством «Наша страна» и издательством «Глобус» в Сан-Франциско. В России впервые «Народная монархия» была издана издательством «Феникс» в 1991 году тиражом 40000 экземпляров. После книгу печатали минское издательство «Лучи Софии» в 1998 году, московское Некоммерческое партнёрство «Центр поддержки культуры и развития информационных технологий», издательства «Эксмо», «Римис». Суммарный тираж изданий «Народной монархии» составляет около 70 000 экземпляров (на 2005 год), что делает труд Солоневича самой тиражируемой книгой среди русскоязычной литературы, посвящённой монархической тематике.
В 2014 году в белградском издательстве «Урониja», при содействии сербского Центра исследований православного монархизма книга была издана в переводе на сербский язык.

## Содержание
Часть первая. Основные положения 
- Только для России
- Что есть империя?
- Что есть индивидуальность?
- Россия в сравнении…
- Что есть «дух»
- Кривые зеркала
- Политика подкинутого слоя
- Оторванность от народа
- Русская историография
- Расплата
- Политика и война
- Что нам нужно
- Гарантии от завоеваний
- Гарантия от революции
- Гарантии от бюрократии
- Гарантии свободы
- Самодержавие и самоуправление
- Национальный вопрос
- Устойчивость
- Обездоленность
- Два полюса
- О монархии вообще
- Идея монархии
- Царь и президент
- Монархия и план
- Народное представительство
- Демократия и конституция
- Монархия и программа

Часть вторая. Дух народа 
- Без лица
- Бытие и сознание
- Инстинкт
- Ближайшие параллели
- Схема нашей истории
- Кривое зеркало
- Доминанта
- Доминанта германии
- Русский сфинкс
- Таинственная душа
- Что есть доминанта
- Русская историография

Часть третья. Киев и Москва 
- История русского народа
- Творимые легенды
- Начало Киева
- У истоков идеи
- Русский империализм
- Отступление о свободах
- Гибель Киева
- Феодализм
- Начало Москвы
- Татарское нашествие
- Возвышение Москвы
- Самонаблюдение
- Дух, который творит

Часть четвёртая. Москва 
- Московская система
- Боярская дума
- Самоуправление
- Соображение номер первый
- Соображение номер второй
- Соображение номер третий
- Государственный строй
- Пролетарская психология
- Церковь в Москве
- Военные усилия Москвы
- Монархия в Москве
- Царь и свобода

Часть пятая. Петр первый 
- Россия на переломе
- Личность и масса
- Личность Петра
- Две сказки
- Вопрос о бездне
- Военный гений
- Полтава
- Военная реформа
- Птенцы
- Преобразования
- Победители в петровской реформе
- Прорыв на фронте духа

## Основные идеи
Изначально, написанием «Тезисов» Солоневич ставил цель создания теоретической базы для сообщества «штабс-капитанов», то есть тех патриотически настроенных эмигрантов, которые разделяют идеи русской народной монархии, но не нашли себе применения в условиях эмиграции. Солоневич надеялся, что рано или поздно ему и его единомышленникам предстоит вернуться в Россию (после свержения советского строя), и придётся заново строить национальное государство.

Для мирного развития страны демократия Керенского была бы неизмеримо лучше диктатуры Сталина. Но войну 1941-45 Керенский так же проиграл бы, как проиграл он кампанию 1917 года. В момент “мобилизации” американского хозяйства для нужд будущей войны губернатор штата Нью-Йорк м-р Дьюи требовал назначения в САСШ “хозяйственного царя” (так и было сказано: The czar оf economics). В тот же момент м-р Труман заявил сенату и конгрессу, что в случае надобности и дальнейших ассигнованиях он может обойтись и без сената и без конгресса — и обратиться к американской нации. Из чего можно заключить, что ни сенат, ни конгресс в представлении президента Соединённых Штатов НЕ являются выразителями воли нации.
Политического механизма (“политической машины”) САСШ мы — для нас — не можем допустить, не идя на совершенно гарантированное национальное самоубийство. Вне всякой зависимости от того, хороша или плоха эта машина сама по себе, мы не можем допустить такой неповоротливости, такой медлительности, таких чудовищных политических ошибок и такого времени для споров, размышлений, решений и оттяжек этих решений. Все одиннадцать веков нашей истории мы находились или в состоянии войны или у преддверия состояния войны. Нет никаких оснований думать, что в будущем это будет иначе. И что в будущем мы сможем положить головы свои на стенографические отчеты будущей Лиги Наций — и заснуть, — тогда уже последним сном.
Нам необходима сильная и твердая власть. Она может быть монархией или диктатурой. Властью милостью Божией или властью Божиим попущением.
Политическую раздробленность и политическое бессилие эмиграции Народно-Монархическое Движение считает логическим и историческим результатом того процесса, который привел Россию — к СССР, а эмиграцию — в эмиграцию. Ввиду этого Народно-Монархическое Движение по самому своему существу стоит совершенно ВHЕ каких бы то ни было иных эмигрантских группировок, с которыми оно может блокироваться или бороться, но от которых оно отличается принципиально:
Народно-Монархическое Движение пытается понять интересы русского народа такими, какими этот народ понимал их САМ и это понимание Народно-Монархическое Движение извлекает не из рецептов иностранной философии и не из вымыслов отечественной литературы, а из поступков русского народа за всю его историческую жизнь. Этой исторической жизни русскому народу стыдиться нечего: в условиях беспримерной в истории человечества “географической обездоленности”, невиданных в той же истории иностранных нашествий при хроническом перенапряжении всех огромных своих сил — этот народ создал самую великую и самую человечную в истории государственность.
Сейчас он стоит на перепутье трех дорог: правой — шляхетско-крепостнической, серединной — буржуазно-капиталистической и левой — философски-утопической. Народно-Монархическое Движение предлагает русскому народу оставить все эти дороги и вернуться домой: в старую Москву, к принципам, проверенным практикой по меньшей мере восьми столетий.

Народно-Монархическое Движение есть единственное в эмиграции политическое движение, которое базируется на исключительно русской почве, не имеет никаких мировых претензий и отрицает всякие мировые рецепты. Оно неприемлемо и не может быть приемлемо для подавляющего большинства эмиграции, ибо эта эмиграция есть результат всех предшествующих деяний всех её руководящих кругов, — правых, может быть, ещё в большей степени, чем левых. Народно-Монархическое Движение не есть движение “правое”, как не есть и “левое”, оно строится в ином измерении, не в двухмерном мире, где все поделено на “правое” и “левое”, а в трехмерном — где есть и более высокое и более глубокое. Народно-Монархическое Движение имеет общие точки с правыми, ибо требует мощной царской власти, но смыкается и с левыми, ибо имеет в виду свободу и интересы народа, массы, а не сословия или слоя. Но если “правые” видят в монархии интересы сословия и слоя, то “левые”, по существу солидаризируясь с “правыми”, видят в монархии “дворянско-помещичий строй”, — следовательно — свободу и интересы народа, принесенные в жертву интересам сословия и слоя. Народно-Монархическое Движение видит в монархии, — в полном соответствии с историческими фактами бытия России — единственную исторически проверенную гарантию и свободы, и интересов народных масс страны.
Поэтому Народно-Монархическое Движение считает необходимым установить прежде всего ФАКТЫ. Установление фактов вызовет отвращение в одинаковой степени и “правых”, отождествляющих интересы России с их собственными интересами. и “левых”, видящих в тысячелетней истории сплошное заблуждение, исправить которое призваны немецкая, французская или английская философия.
Для Народно-Монархического Движения эпоха Петра и его “реформ” является исходной идейной точкой, точкой отталкивания: именно в эту эпоху было начерно оформлено идейное завоевание России Западом и физическое — шляхетством. Оно было начато ДО Петра и закончено после него, обнимая собою промежуток почти в 200 лет. По общечеловеческому тяготению ко всякой символизации — в центре этого завоевания поставлена совершенно вымышленная фигура “гиганта на бронзовом коне” по А. С. Пушкину, по Л. Толстому “зверя” и проч. — толстовская характеристика имеет совершенно непечатный характер. Самое поверхностное сопоставление самых общеизвестных данных, связанных самой элементарной логикой, показывает, что если сам Петр Первый и играл в этом какую бы то ни было роль, то чисто пассивную роль прикрытия над теми социальными силами, которые после разгрома патриархата — при патриархе Никоне, занялись разгромом монархии при Петре и в XVIII веке достигли почти полного успеха. Л. Тихомиров так и пишет:
“Монархия уцелела только благодаря народу, продолжавшему считать законом не то, что приказал Петр, а то, что было в умах и совести монархического сознания народа” (стр. 112).
Таким образом, получается несколько необычная ситуация: “ум и совесть монархического сознания народа” “не признавали законом” то, что приказывал монарх. Это ещё одна иллюстрация к тезису о том, что неограниченной власти не бывает вообще: никогда и нигде.
Тот же Л. Тихомиров на основании данных, проверенных его собственными исследованиями, утверждает, что даже турки, завоевав Византию, не обращались с православной церковью так, как обращались с нею при Петре.
Европейский абсолютизм возник, как завоевание. Европейские короли были только "первыми среди равных", только наиболее удачливыми из феодальных владык, и перед европейской монархией никогда не ставилось никаких моральных целей. Европейский король был ставленником правящего слоя. Он, в общем, был действительно орудием угнетения низов.
Русская монархия исторически возникла в результате восстаний низов против боярства и - пока она существовала, - она всегда стояла на защите именно низов. Русское крестьянство попало под крепостной гнет в период отсутствия монархии, - когда цари истреблялись и страной распоряжалась дворянская гвардия.
Русская монархия была только одним из результатов попытки построения государства не на юридических, не на экономических, а на чисто моральных основах - с европейской монархией её объединяет только общность внешней формы. Но обе они названы одним и тем же именем.

У нас не было феодализма - кроме, может быть, короткой эпохи перед и в начале татарского нашествия. У нас была, а после 1861 года снова стала возрождаться, демократия неизмеримо высшего стиля, чем англо-саксонская, равенство духовно равных людей, без оглядки на их титул, карманы, национальности и религии. Нас звали к борьбе с дворянством, которое было разгромлено постепенно реформами Николая I, Александра II, Александра III и Николая II, - с дворянством которое и без нас доживало свои последние дни - и нам систематически закрывали глаза на русских бесштанников и немецких философов, которые обрадовали нас и чекой и гестапой. Нас звали к борьбе с русским "империализмом" - в пользу германского и японского, к борьбе с клерикализмом, которая привела к воинствующим безбожникам, к борьбе с русским самодержавием, на место которого стал сталинский азиатский деспотизм, на борьбу с остатками "феодализма", которая закончилась обращением в рабство двухсотмиллионных народных масс. Нас учили оплевывать все свое и нас учили лизать все пятки всех Европ - "стран святых чудес". Из этих стран на нас пёрли: польская шляхта, шведское дворянство, французские якобинцы, немецкие расисты - припёрло и дворянское крепостное право и советское. А что припрёт ещё? Какие ещё отрепья и лохмотья подберут наши ученые старьёвщики в мусорных кучах окончательно разлагающегося полуострова? Какие новые "измы" предложат они нам, наследникам одиннадцативековой стройки? Какие очередные "теории науки" возникнут в их катаральных мозгах и какие очередные пророчества утонут в очередной луже? Мы этого ещё не знаем. — И. Л. Солоневич. Народная монархия

Хотя Солоневич считает, что монархия может быть установлена только волей всего народа, Солоневич излагает в книге те идеи, на которых, по его представлению, должна быть основана идеология «народно-монархического движения», призванного объединить разрозненных сторонников возрождения монархии в России, для которых при любом строе идеалом является народная монархия. Ими являются не правый и не левый "трёхмерный" беспартийный русский национализм, неразрывно связанный с РПЦ, хотя в народном представительстве должны быть представители всех церквей, монархическая государственность, основанная на единоличном наследовании престола и опирающаяся на внеклассовое, бессословное общенациональное (всех этносов и конфессий России, всех профессиональных и корпоративных групп) народное представительство. Таким образом, идеал самодержавия Солоневича - это не абсолютная, а ограниченная монархия, где власть царя имеет противовесы в лице земства (Земский Собор) и Церкви. Эта система базировалась на идее симфонии.
Анализируя русскую историю, Солоневич отмечает, что расцвет русской государственности пришёлся на эпоху Московской Руси, царствование Алексея Михайловича. Крайне негативно оценивает реформы Петра I, и последовавшую за ним эпоху имперской истории России, характеризующуюся переустройством страны на западный лад, усилившимся при Елизавете Петровне и особенно Екатерине II закрепощением крестьян и утерей традиций. Следствием того, что попытки изменить ситуацию к лучшему, предпринимаемые императорами начиная с Павла I, не были поддержаны дворянством и не реализованы в полной мере, Солоневич считает крушение монархии и приход к власти большевиков закономерными и ни в чём не обвиняет Николая II.